# Grądy (powiat szczycieński)
Grądy (niem. Gronden) – osada w Polsce położona w województwie warmińsko-mazurskim, w powiecie szczycieńskim, w gminie Dźwierzuty. W latach 1975–1998 miejscowość należała administracyjnie do województwa olsztyńskiego.

## Historia
Wieś szlachecka z dworem, pierwotnie jako część dóbr rańskich, później jako folwark włączona do majątku ziemskiego w Rogalach, następnie do majątku w Przytułach. Jako samodzielny majątek ziemski Grądy funkcjonowały od końca XIX w. Ostatnim właścicielem tych dóbr ziemskich był Henryk Voss, zamordowany w 1945 r.

## Zabytki
- dwór – niewielki budynek, z portykiem dobudowanym od frontu w latach 70. XX w.
- park dworski
- zabudowa folwarczna – częściowo zachowane (spichlerz o trzech kondygnacjach) wraz z czworakami